# Hubert Eugène Bénard
Pour les articles homonymes, voir Bénard.
Hubert Eugène Bénard né le 29 avril 1834 à Boulogne-sur-Mer et mort le 21 décembre 1879 dans cette même ville est un peintre français.

## Biographie
Hubert Eugène Bénard est le fils de Louis Marie Toussaint Boniface et Marie Augustine Tirlemont.
Il est élève de Claudius Jacquand.
Il est Membre de la commission de surveillance des écoles communales de dessin.
Il est décoré de l'ordre Lettres et Artistes de Suède et Norvège (Litteris et Artibus).
À l'exposition de Rouen de 1860, il reçoit une médaille de bronze.
Il est mort à son domicile à l'âge de 45 ans.